# Alteveer (waterschap)
Alteveer is een voormalig waterschap in de provincie Groningen.
Het waterschap werd opgericht als veenschap, dat wil zeggen een organisatie voor het ontginnen van veen. Vanwege structurele problemen werd het veenschap in 1884 omgezet naar een waterschap. Het gebied lag ten noorden en zuiden van het huidige Alteveer, pal ten oosten van de Barkelazwet (de gemeentegrens). Het besloeg een groot deel van de toenmalige gemeente Onstwedde.
Voor de afwatering werd in eerste instantie het Alteveerkanaal aangelegd tussen het veengebied en het Stadskanaal. Later werd er ook een verbinding gemaakt met het Pekelderdiep via de Verlaatjeswijk in de gemeente Pekela, die ook tot het waterschap behoorde.
Om de onderhoudskosten van de werken te betalen werd niet over de grootte van de percelen geheven, maar over het aantal gewonnen turven. Voor 12.000 turven moest ƒ 1,50 worden betaald. Als het bestuur financieel niet uitkwam, werd er alsnog een aanslag naar grootte uitgebracht.
Waterstaatkundig gezien ligt het gebied sinds 2000 binnen dat van het waterschap Hunze en Aa's.

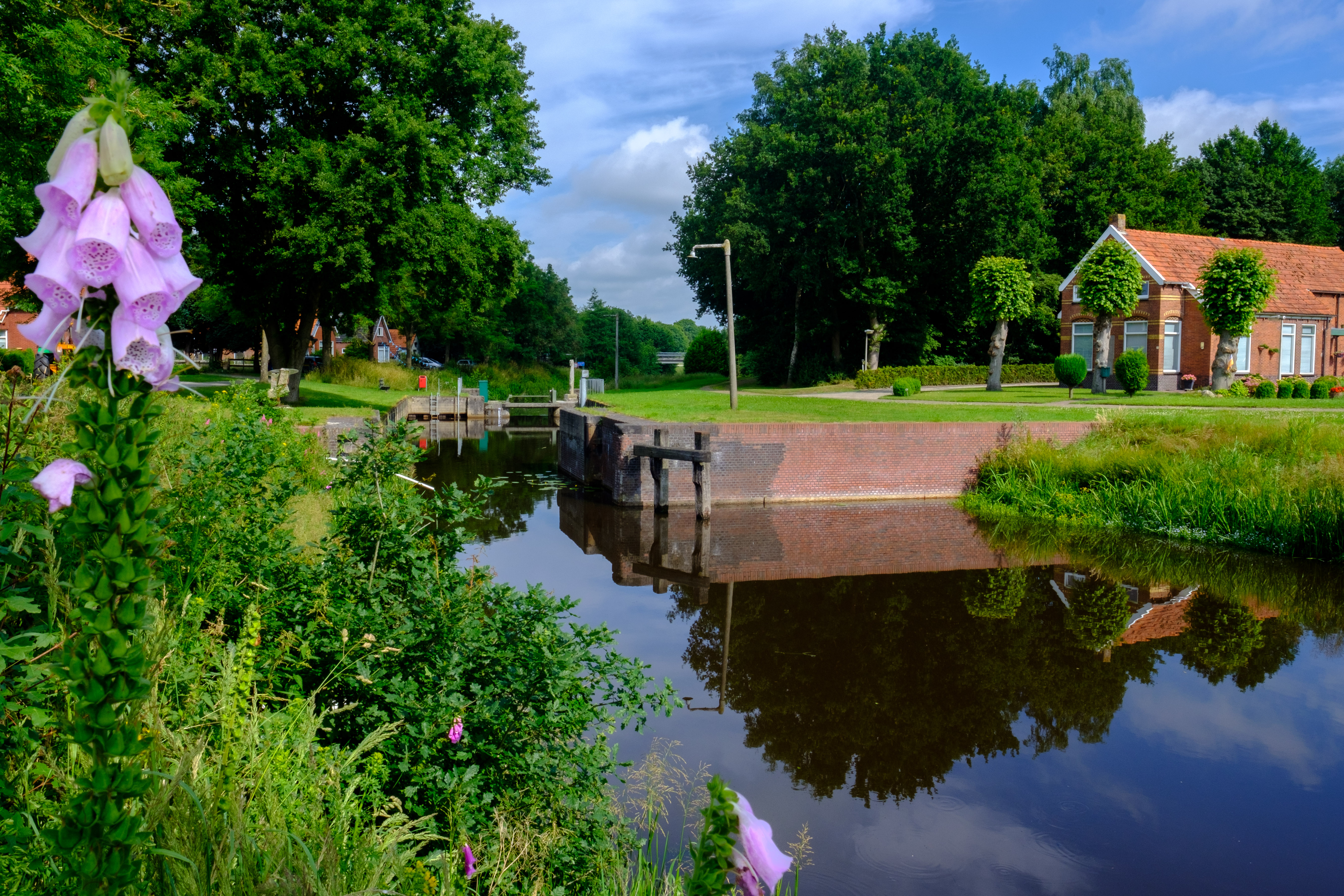
Voormalig verlaat tussen het Alteveerkanaal en de Poortmanswijk naar Pekela
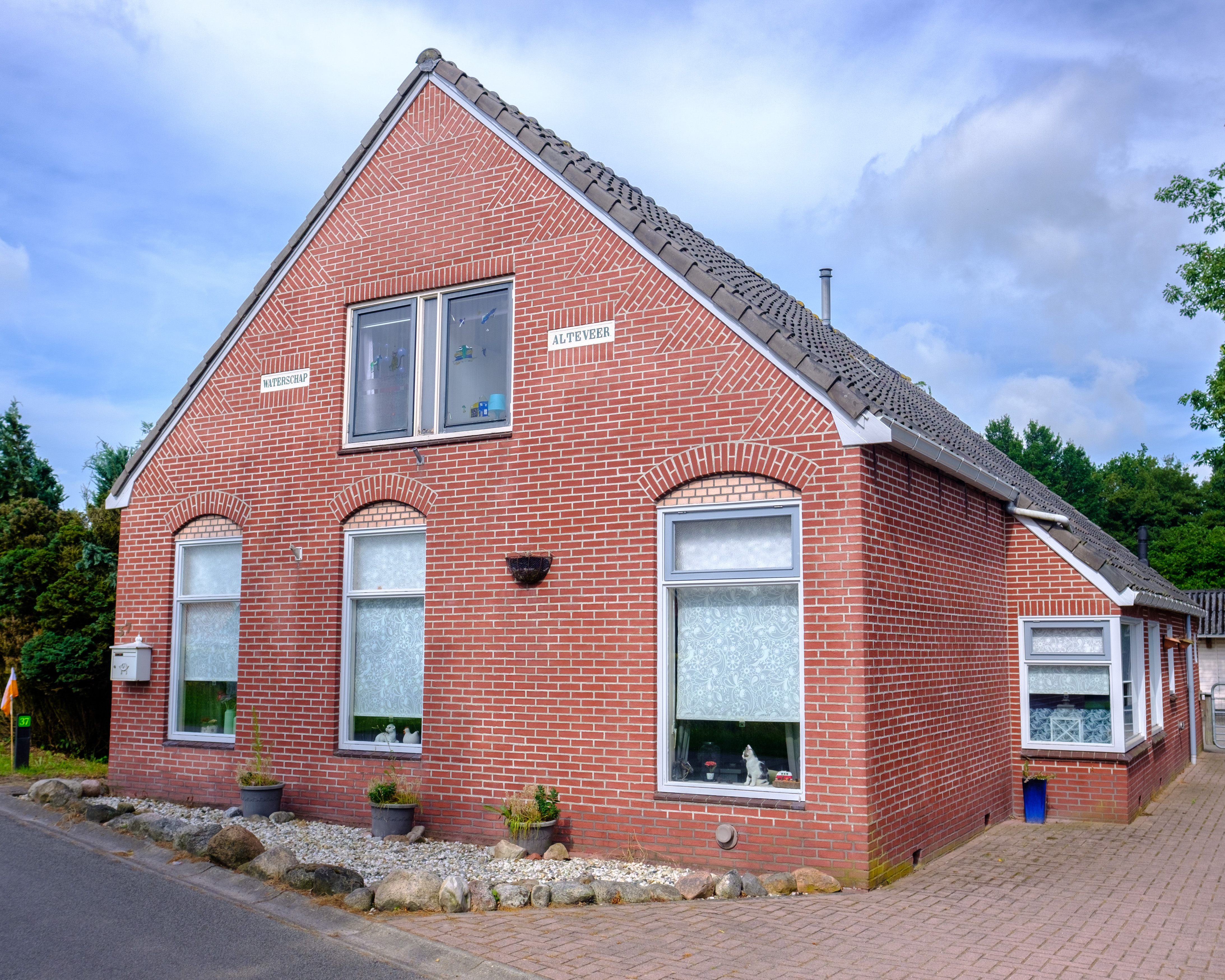
Gebouw van het waterschap aan het Alteveerkanaal